# شطفة

منظران جانبيان للشطفة (أعلى) والشطيبة (أدنى)

الشَطْفَة (بالإنجليزية: Bevel) هي حافة بُنْيَة ليست عمودية على وجوه القطعة. تتداخل الكلمتان الشطفة والشطيبة (بالإنجليزية: Chamfer) في الاستخدام؛ غالبا ما تُستعمل بشكل متبادل في الاستخدام العام، بينما في الاستخدام التقني قد يُميز بينهما أحيانًا كما هو موضح في الصورة على اليمين. عادةً ما تُستخدم الشطفة لتنعيم حافة القطعة من أجل السلامة أو مقاومة البِلى أو للجمال؛ أو لتسهيل المزاوجة مع قطعة أخرى. ويتم استخدام مصطلح التشذيب عند عمل الشطفة بأدوات تناسب الجسم الصلب المراد له عمل الشطفة.